# 都道府県旗

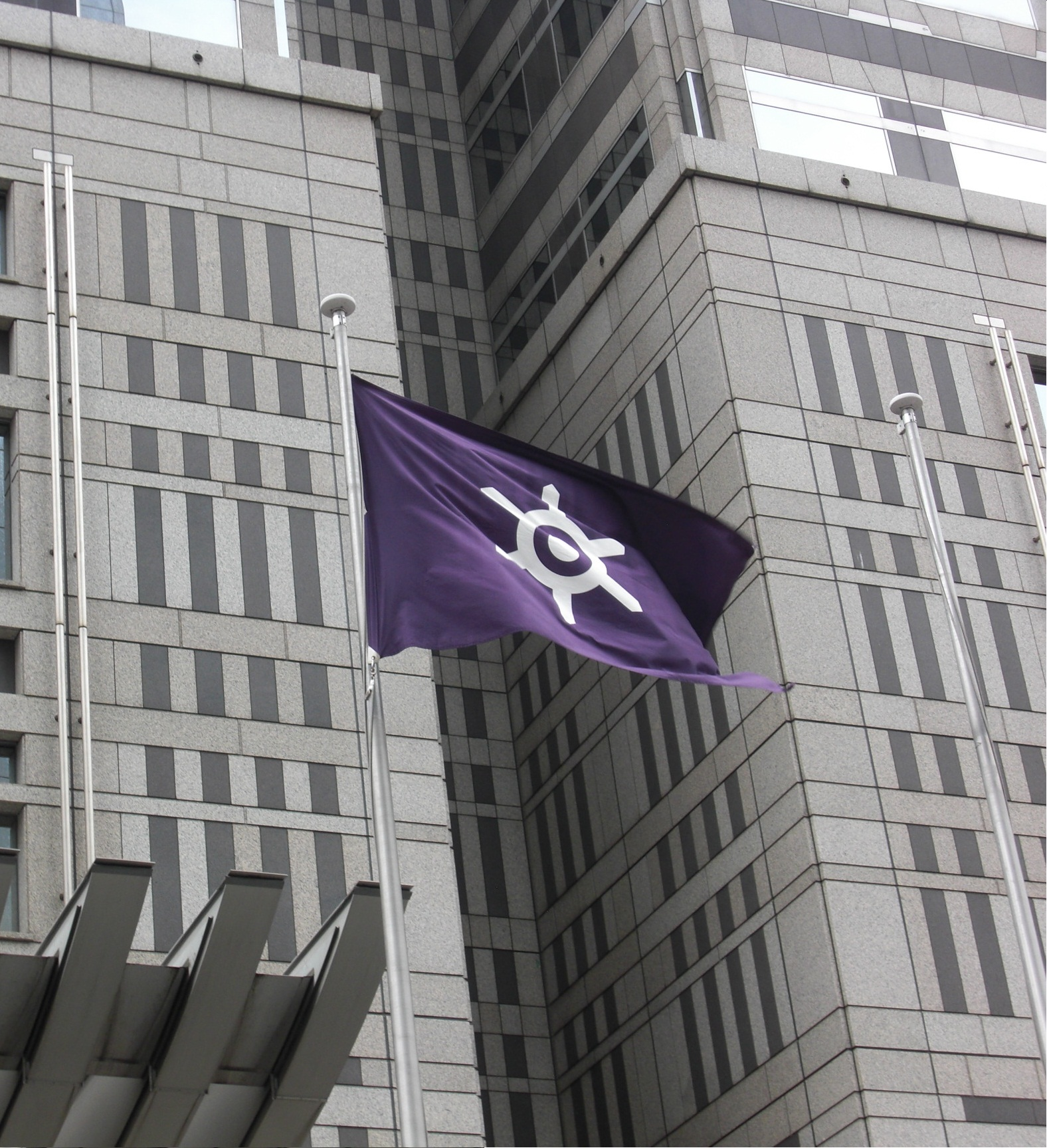
東京都庁第二本庁舎前に掲揚される都旗

都道府県旗（とどうふけんき）は、日本の行政区画である各都道府県を象徴する旗の総称である。

## 概説
都道府県においては、都道府県庁やその支庁・支局・出張所、議会において日本の国旗と共に都道府県旗が掲揚される。また、都道府県が主催する公的行事の際にも掲揚される。
都道府県によっては、市・区役所および町村役場において国旗・市区町村旗と共に都道府県旗が掲揚される場合がある。都道府県立高等学校などでは、国旗・都道府県旗・校旗が掲げられる。国民スポーツ大会（国スポ）ではオリンピックで国旗を掲げるように、各都道府県の選手団が都道府県旗を先頭に入場行進する。

### 沿革

官員非常及平常ノ旗章

神奈川縣雇馬車ニ設立スル小旗

日本において最古の都道府県旗とされるのは、1870年（明治3年7月）に京都府が「官員非常及平常ノ旗章提灯ヲ定ム」として告示した赤・白・赤のティアスト・パー・ペイル（縦三分割、ペルーの国旗に類似）とされている。1873年（明治6年）には、神奈川県が「雇馬車旗章」として赤地に左上から右下へ3本の白線を引いた旗を定めているが、京都府と神奈川県のいずれも「官吏が掲げる標旗」に過ぎず、一般に馴染みのあるものではなかった。
国体において都道府県旗掲揚が始まったのは1951年（昭和26年）の第6回大会（広島国体）からとされるが、この時点で正式な旗を制定していた都道府県は神奈川県や愛知県などごく少数だったため体育協会や県職員団の旗で代用されることが多かった。その後、1960年代から1970年代にかけて1968年（昭和43年）の「明治百年」、県成立や日本国憲法公布・地方自治法施行からの節目に当たる年、県庁舎落成、国体開催に合わせて都道府県章（石川県以外の46都道府県が制定）・都道府県民歌（大阪府・広島県・大分県以外の44都道府県が制定）と共に多くの都道府県旗が制定された。
1991年（平成3年）に長崎県が県旗を制定したことにより現在は47都道府県全てに固有の旗が存在するが、一部の県では県章のみが定められており慣例的に「県章を配置した旗」を県旗としている場合もある。

### デザイン
39の都道府県では都道府県章と旗のデザインが共通している。大半は県章の方が先に制定されているが、宮城県や奈良県のように県章と県旗を単一の告示で同時に制定した県もある。山形県は県旗の方が先に成立していたが、1976年（昭和51年）に県旗のデザイン（県旗標章）を転用する形で県章を制定（格上げ）している。また、石川県は全国の都道府県で唯一、県章を制定しておらず県旗のデザインを県旗標章として県章の代わりに使用している。
群馬県と山梨県の県旗は県章のデザインを一部アレンジしており、完全に同一ではない。兵庫県、愛媛県、佐賀県、大分県、宮崎県はいずれも県章とは完全に異なるデザインを県旗に使用している。
西日本では徳島県や長崎県、大分県のように県名を入れる旗と入れない旗を併用する事例がある他、福岡県のように用途に応じて県旗の配色を複数のバリエーションで使い分ける事例も見られる。
都道府県旗に使われる配色は全ての都道府県で2色、または3色のどちらかであり、単色は無論のこと4色以上の配色を使用した都道府県旗は存在しない。徳島県や長崎県、大分県のように県名を入れる旗と入れない旗を併用している県旗では、県名を入れない場合は2色、入れる場合は3色となる。

### シンボル旗
東京都と鹿児島県は正規の都・県章を配した都・県旗とは別に、白地にシンボルマークを配したデザインのシンボル旗を制定している。特に鹿児島県は一部で県章のデザインに批判があることから、1994年（平成6年）にシンボルマークおよびシンボル旗を制定して以降は県章と県旗をほとんど使用しなくなっている。
県章とは別のシンボルマークを制定している県は他に新潟県・岐阜県・佐賀県などが存在するが、これらの県では東京都や鹿児島県のようなシンボル旗は制定されていない。また、愛媛県では1989年（平成元年）に県章のデザインを変更した際に県旗とは別の県章旗を制定したが、この県章旗は1999年（平成11年）に廃止された（飽くまでも県章旗の廃止であり県章自体は存続しているが、新規に使われることはほとんどなく主に県旗が使用される）。
この他、神奈川県では1978年（昭和53年）に県のイメージカラー「かながわブルー」を定めたことを記念し、青を地色に県鳥のカモメとローマ字の県名「KANAGAWA」を配した「シンボルカラー旗」が県旗とは別に制定されている。

## 都道府県旗の一覧
- 「 慣例的デザイン」は県旗を定める明文の告示がなく、県章の配置や配色が慣例的に踏襲されている標準デザイン（デ・ファクト）であることを示す（その場合の制定年月日は県章のものである）。

| 都道府県名 | 画像 | 都道府県章 | 制定年月日     | 備考 |
| ---------- | ---- | ---------- | -------------- | --- |
| 北海道旗   |      | 共通       | 1967年5月1日   | 著作権保護期間満了 |
| 青森県旗   |      | 共通       | 1961年1月1日   | 著作権保護期間満了 |
| 岩手県旗   |      | 共通       | 1965年3月6日   | 著作権保護期間満了 |
| 宮城県旗   |      | 共通       | 1966年7月15日  | 著作権保護期間満了 |
| 秋田県旗   |      | 共通       | 1959年11月3日  | 著作権保護期間満了 |
| 山形県旗   |      | 共通       | 1963年3月26日  | デザインは著作権保護期間満了 1971年に配色を変更                                                                          |
| 福島県旗   |      | 共通       | 1968年10月23日 | 2代目 |
| 茨城県旗   |      | 共通       | 1991年11月13日 | 2代目 |
| 栃木県旗   |      | 共通       | 1964年3月1日   | 著作権保護期間満了 |
| 群馬県旗   |      | 一部共通   | 1968年10月25日 | 県章（1926年制定）は著作権保護期間満了                                                                                   |
| 埼玉県旗   |      | 共通       | 1964年9月1日   | 著作権保護期間満了 |
| 千葉県旗   |      | 共通       | 1963年7月29日  | 著作権保護期間満了 |
| 東京都旗   |      | 共通       | 1964年10月1日  | 著作権保護期間満了 シンボルマーク旗を別に制定                                                                            |
| 神奈川県旗 |      | 共通       | 1948年11月4日  | 著作権保護期間満了 慣例的デザイン シンボルカラー旗を別に制定                                                             |
| 新潟県旗   |      | 共通       | 1963年8月23日  | 著作権保護期間満了 略式は県章を白抜き                                                                                    |
| 富山県旗   |      | 共通       | 1988年12月27日 | 慣例的デザイン 県章（1957年制定）の一部デザインと配色を変更                                                              |
| 石川県旗   |      | （未制定） | 1972年10月1日  | |
| 福井県旗   |      | 共通       | 1952年3月28日  | 著作権保護期間満了 |
| 山梨県旗   |      | 一部共通   | 1966年12月1日  | 著作権保護期間満了 |
| 長野県旗   |      | 共通       | 1967年3月20日  | 著作権保護期間満了 |
| 岐阜県旗   |      | 共通       | 1932年8月10日  | 著作権保護期間満了 慣例的デザイン                                                                                        |
| 静岡県旗   |      | 共通       | 1968年8月26日  | |
| 愛知県旗   |      | 共通       | 1950年8月15日  | 著作権保護期間満了 慣例的デザイン                                                                                        |
| 三重県旗   |      | 共通       | 1964年4月20日  | 著作権保護期間満了 |
| 滋賀県旗   |      | 共通       | 1968年9月16日  | 県章（1957年制定）は著作権保護期間満了                                                                                   |
| 京都府旗   |      | 共通       | 1976年11月2日  | |
| 大阪府旗   |      | 共通       | 1968年6月21日  | 1984年に配色を変更 |
| 兵庫県旗   |      | 相違       | 1964年6月10日  | 著作権保護期間満了 |
| 奈良県旗   |      | 共通       | 1968年3月1日   | |
| 和歌山県旗 |      | 共通       | 1969年8月7日   | 同デザインで配色が異なる「標旗」もある                                                                                   |
| 鳥取県旗   |      | 共通       | 1968年10月23日 | |
| 島根県旗   |      | 共通       | 1968年11月8日  | 略式は県章を白抜き |
| 岡山県旗   |      | 共通       | 1967年11月22日 | 著作権保護期間満了 略式は県章を白抜き 県名入りデザインを許容                                                             |
| 広島県旗   |      | 共通       | 1966年7月23日  | 著作権保護期間満了 |
| 山口県旗   |      | 共通       | 1962年9月3日   | 著作権保護期間満了 |
| 徳島県旗   |      | 共通       | 1966年3月18日  | 著作権保護期間満了 慣例的デザイン 県名入りデザインを許容                                                                 |
| 香川県旗   |      | 共通       | 1977年10月1日  | |
| 愛媛県旗   |      | 相違       | 1952年5月5日   | 著作権保護期間満了 1989-1999年は県章旗を別に制定していた                                                                 |
| 高知県旗   |      | 共通       | 1953年4月15日  | 著作権保護期間満了 慣例的デザイン                                                                                        |
| 福岡県旗   |      | 共通       | 1966年5月10日  | 著作権保護期間満了 慣例的デザイン 白地に県章を黒または赤とするデザインも有り                                             |
| 佐賀県旗   |      | 相違       | 1968年12月11日 | |
| 長崎県旗   |      | 共通       | 1991年8月30日  | 県名入りデザインを許容                                                                                                   |
| 熊本県旗   |      | 共通       | 1966年3月31日  | 著作権保護期間満了 1960年に「国体用県旗」が制定された                                                                    |
| 大分県旗   |      | 相違       | 1956年7月24日  | 著作権保護期間満了 県名入りデザインを許容                                                                                |
| 宮崎県旗   |      | 相違       | 1964年12月22日 | 著作権保護期間満了 |
| 鹿児島県旗 |      | 共通       | 1967年3月10日  | 著作権保護期間満了 シンボルマーク旗を別に制定 県旗は「離島が入っていない」とのクレームにより現在ほとんど使用されていない |
| 沖縄県旗   |      | 共通       | 1972年10月13日 | |

### シンボルマーク旗
以下は都道府県旗と併用もしくは代用されるシンボルマーク旗等である。

東京都シンボル旗 （1989年9月30日制定）[注 5]
鹿児島県シンボル旗 （1994年3月16日制定）

上記の他、神奈川県では「シンボルカラー旗」が1978年（昭和53年）に制定されている。現行のものは1992年（平成4年）制定の2代目。また、新潟県、岐阜県などにもシンボルマークが存在する。

## 過去の都道府県旗等
以下は過去に使用されていた都道府県旗・シンボル旗等である。

旧山形県旗 （1963年 - 1971年）
旧福島県旗 （1951年 - 1968年）
旧茨城県旗 （1966年 - 1991年）
旧富山県旗 （1957年 - 1988年）
旧大阪府旗 （1968年 - 1984年）
長崎県職員団旗[11]
第15回国体用熊本県旗[12] （1960年）
旧沖縄県旗 （1972年4月24日 - 1972年5月15日）
旧沖縄県旗 （1972年5月15日 - 1972年10月13日）

### 過去のシンボル旗等

愛媛県県章旗 （1989 - 1999年）[注 6]

### 都道府県以外の内地の旗

樺太庁の旗 （1907年 - 1945年）